# Hrvoje Koljanin
Hrvoje Koljanin (1982.), hrvatski vaterpolist. Igra na mjestu lijevog napadača.
Sudjelovao na ovim velikim natjecanjima: Sredozemne igre 2001.

## Trenerska karijera
Pomoćni trener Olympiacosa 2018., kada su osvojili LEN Ligu prvaka.
Prvi trener Vouliagmenija od 2018. do 2022.
Pomoćni trener Juga i trener juniora Juga 2022./23., a s potonjima je osvojio naslov prvaka države.
Prvi trener Olympiacosa od 2023./24. Izbornik U17 reprezentacije Hrvatske.